# Disney Vacation Club
Disney Vacation Club est un service de location d’appartements sur certains sites hôteliers de la Walt Disney Company. Ce service propose des appartements en temps partagé dans des résidences qui appartiennent à la société Disney Vacation Development Inc, une filiale de la division Walt Disney Parks and Resorts qui s’occupe également de leur gestion. La plupart d'entre elles sont localisées en Floride à Walt Disney World Resort. Les autres sont situées majoritairement sur la côte Est des États-Unis.

## Le concept
Pour séjourner au sein des centres de villégiature Disney, deux possibilités s'offrent aux visiteurs : la réservation habituelle à la demande dans un hôtel, ou le Disney Vacation Club lancé en 1991 à Walt Disney World Resort et inspiré du concept de location en temps partagé ("timeshare").

### Le "timeshare"
Au départ, il s’agit d’acheter le droit d’occupation d’un appartement. Le montant des droits est proportionnel à la taille (1 à 3 chambres) et au lieu d’implantation de l’immeuble, à la durée (1 à plusieurs semaines) et à la période de l’année (montant plus élevé lors des jours fériés ou des fins de semaine). Ce droit d’occupation est lié à une bourse d’échange qui permet d’obtenir un autre appartement, à d’autres périodes de l’année et dans d’autres sites, voire dans d’autres pays. 

Il s’agit d’un système populaire parmi la classe moyenne aux États-Unis malgre de nombreuses escroqueries. S’il est connu en France depuis les années 1960, le "timeshare" possède globalement une mauvaise réputation.

### Le "timeshare" selon Disney
Disney Vacation Club est la version Disney de ce principe : ces droits sont vendus sous forme de "vacation points", ce qui permet une plus grande flexibilité dans les échanges. 

Le "locataire", pour devenir membre du club, doit acheter un minimum de 150 points d’une valeur unitaire de 104 $ en 2007 (98 $ en 2006). Et contrairement au "timeshare" classique, ces droits prennent fin au bout de 50 ans sans autre indemnité (à noter pour les deux plus récentes résidences, les droits s'arrêtent en l'an 2054 pour le Disney's Saratoga Springs Resort & Spa et en 2057 pour le Disney's Animal Kingdom Villas).

Le locataire doit également s’acquitter de charges et frais annuels d’un montant compris entre 4 et 6 $ le point. 

Ces points lui permettront de choisir sa location dans une des résidences dévolues à ce système : par exemple, il faut 8 points pour séjourner une nuit en semaine au mois de janvier dans un studio pour 4 personnes au Disney's Old Key West Resort et 162 points pour une nuit de samedi pendant les fêtes de fin d’année dans un appartement de 4 pièces pour 12 personnes au même endroit. 

Finalement, et les Américains l’ont bien compris à travers de savants calculs, il ne s’agit pas d’un placement financier mais plutôt d’un abonnement locatif qui permet de s’assurer, à un prix légèrement plus favorable (à condition de venir tous les ans), une place prioritaire dans ces hôtels et ce jusqu'à l'expiration des droits (années 2042/2054/2057). 

Le principe semble bien fonctionner et possède évidemment sa bourse d’échange officielle par la Walt Disney Company et d’autres officieuses par des agences de courtage en ligne.
Un service dédié de revente de part existe à la fois chez Disney et à la fois en dehors. Depuis 2016, les personnes recourant à l'achat en dehors du système officiel n'ont pas plus accès à certaines promotions et avantages. Toutefois à partir de mai, deux sites sont autorisés Fidelity Resales et Vacatia (en).

## Historique
Disney's Old Key West Resort est la première résidence construite dans cette optique, ouverte le 1er octobre 1991 au sein du complexe de Walt Disney World Resort.
Dès le 28 juillet 1994, la première pierre d'un hôtel Disney en dehors d'un complexe Disney est posée, c'est le Disney's Vero Beach Resort qui ouvre le 1er octobre 1995.
Le 1er mars 1996, un second Disney Vacation Club en dehors d'un complexe Disney ouvre, le Disney's Hilton Head Island Resort comprenant 102 appartements dans le style des villas de campagne de Caroline dans les années 1940.
Disney Vacation Club compte 80 000 membres en 2004, et 90 000 en 2005.
Le 11 octobre 2006, DVC annonce son huitième lieu de séjours, situé au sein du Disney's Animal Kingdom Lodge de Walt Disney World Resort.
En 2007, DVC compte 300 000 membres de par le monde et ouvre le 4 août une boutique interactive baptisée Disney's Doorway to Dreams (Les portes Disney pour les rêves). Le 3 octobre 2007, Disney annonce l'ouverture d'un hôtel et d'un nouveau Disney Vacation Club de 8,5 ha et 800 chambres en 2011 à Hawaï, sur l'île d'Oahu au sein du complexe de loisirs Ko Olina Resort & Marina .
Le 17 juin 2008, Disney nomme Djuan Rivers président de Disney Vacation Club and Resort, Hawaii pour le complexe de 8,5 ha à Hawaï, près de Ko Olina Beach. Le 16 septembre 2008, Disney World annonce l'ouverture prochaine de deux nouveaux DVC : la Bay Lake Tower au Disney's Contemporary Resort et les Treehouse Villas au Disney's Saratoga Springs Resort.
Le 23 septembre 2009, 50 villas Disney Vacation Club ouvrent au sein d'une nouvelle aile de l'hôtel Disney's Grand Californian Resort, ainsi que 203 chambres.
Le 21 juin 2010, le nouveau siège social de Disney Vacation Club est récompensé par les professionnels de l'immobilier. La société a déménagé en mars 2009 du 200 Celebration Place où elle occupait 30 000 pieds carrés (2 787 m2) pour un édifice neuf de Style « paquebot », de 100 925 pieds carrés (9 376 m2), ayant coûté 16,7 millions d'USD et situé au 1390 Celebration Blvd toujours à Celebration.
Le 5 mai 2011, avec le gros œuvre achevé le 1er avril 2011, la date d'ouverture de l'hôtel Aulani, a Disney Resort & Spa est annoncée pour le 29 août 2011. Le 25 novembre 2011, Disney annule son projet pour National Harbor à Washington DC. Le 8 décembre 2011, Disney Vacation Club annonce l'ouverture pour 2013 de 147 appartements en temps partagés dans un nouveau bâtiment construit à côté du Disney's Grand Floridian Resort.
Le 17 septembre 2013, Disney Vacation Club annonce l'ouverture en 2015 d'appartements en temps partagé au sein du Disney's Polynesian Resort accompagné d'une rénovation de l'hôtel. De plus l'ouverture des villas du Grand Floridain sont annoncées pour le 25 octobre 2013.
Le 12 janvier 2014, la presse australienne dévoile un projet d'hôtel Disney à Sydney datant de 2007-2008, nommé Disney Wharf at Sydney Harbour sur le même concept que le Disney Aulani Resort. Le 20 février 2014, Disney Vacation Club renouvelle son affiliation à RCI, filiale temps partagé de Wyndham Worldwide.
Le 4 avril 2016, Disney Vacation Club refuse désormais les avantages et promotions aux nouveaux propriétaires de locations partagés n'ayant pas acheté des locations directement par son service. Le 22 mai 2016, DVC autorise les propriétaires à utiliser le site Vacatia (en) pour acheter et vendre des parts. Le même jour, DVC dévoile les noms des deux extensions du Disney's Wilderness Lodge Resort, Boulder Ridge Villas l'aile ouverte en 2001 et Copper Creek Villas & Cabins, de nouvelles cabanes le long du lac.
Le 17 mars 2017, le Département du Travail demande à la Walt Disney Company de rembourser 3,8 millions d'USD aux 16 000 employés de Floride de Disney Vacation Club et Walt Disney Parks and Resorts en raison de frais d'entretien de costumes appliqués à leurs salaires le faisant passé sous le minimum légal
,,,. Le 19 avril 2017, Disney donne des détails sur les Copper Creek Villas & Cabins du Disney's Wilderness Lodge Resort,.
Le 26 juillet 2017, Disney stoppe son programme de fidélité Disney Vacation Account lancé en 2013 qui permettait d'épargner de l'argent avec un dividende de 2 % par tranche de 1 000 USD,.
Le 20 avril 2018, Disney crée une nouvelle entité nommée Disney Signature Experiences, indépendantes de Walt Disney Parks and Resorts dirigée par Jeff Vahle qui regroupe Disney Cruise Line, Disney Vacation Club, Adventures by Disney et Disney Aulani Resort,. Le 19 octobre 2018, Disney World prévoit pour 2022 un nouveau hôtel sur le thème de la nature et 900 chambres et villas Disney Vacation Club entre le Wilderness Lodge et le Fort Wilderness, sur les rives du Bay Lake,.

## Les localisations des "villas"
Les appartements dévolus à ce système, encore appelés villas par la Walt Disney Company, sont mis prioritairement à disposition des membres du Club, mais en cas d’inoccupation ils sont accessibles aux autres touristes.

### Au sein du Walt Disney World Resort (Floride)
En raison de la surface importante des terrains détenus par Disney au sein du Walt Disney World Resort, le complexe comprend plusieurs centres de villégiature Disney Vacation Club.
- Disney's Old Key West Resort est un ensemble de pavillons entourés de cours d'eau qui évoque les Keys, chapelet d'îles situé à la pointe sud de la Floride. Construit en 1991, il s'agit du premier Disney Vacation Club.
- Disney's BoardWalk Villas est une aile du Disney's BoardWalk Resort qui suggère une station balnéaire de la côte est des États-Unis dans les années 1930, avec son fronton maritime et sa fête foraine.
- Disney's Yacht & Beach Club Resort Villas est une extension du Disney's Yacht & Beach Club Resort qui a pour thème une station balnéaire de la Nouvelle Angleterre de la fin du XIXe siècle, avec sa plage de sable blanc.
- le Disney's Wilderness Lodge Resort comporte deux extensions Disney's Wilderness Lodge Resort[1]
  - Boulder Ridge Villas qui rappelle les grands chalets des Montagnes Rocheuses au nord-ouest des États-Unis.
  - Copper Creek Villas & Cabins qui est composé de 26 chalets en bord de lac.
- Disney's Saratoga Springs Resort & Spa est une résidence qui évoque les haras de Saratoga Springs, ville thermale réputée, située à 240 km au nord de New York.
- Disney's Animal Kingdom Villas est une résidence située dans la zone du parc Disney's Animal Kingdom qui rappelle les grands "lodges africains" avec sa propre savane reconstituée sur 15 ha.
- Disney's Grand Floridian Resort de style victorien.
- Disney's Polynesian Resort, bungalows ouvert en 2015.
- Reflections – A Disney Lakeside Lodge, prévu pour 2022

### Au sein du Disneyland Resort (Californie)
- Le Disney's Grand Californian Resort a été agrandi en septembre 2009 et comprend 50 villas[29].

### Les autres "villas"
- Disney's Vero Beach Resort est situé en Floride à une centaine de kilomètres à l'est de Walt Disney World, près de Cap Canaveral.
- Disney's Hilton Head Island Resort est situé en Caroline du Sud sur l'île de Hilton-Head, un lieu de villégiature assez chic de la côte est des États-Unis. De nombreux hôtels de luxe et des golfs sont situés sur cette île.
- Disney Aulani Resort: Un établissement de 21 acres (84 984 m2) et 800 chambres doit ouvrir en 2011 à Hawaï, sur l'île d'Oahu au sein du complexe de loisirs Ko Olina Resort & Marina[30].

## Disney's Doorway to Dreams
Disney's Doorway to Dreams est un concept de boutique interactive pour la vente de villas.
La première a ouvert le 4 août 2007 dans un centre commercial en banlieue de Chicago et comprend une réplique grandeur nature d'une chambre du Disney's Animal Kingdom Villas', dont la première phase vient d'ouvrir.
Le 12 août 2012, Bob Iger annonce la fermeture des bureaux de vente de Disney Vacation Club à Chicago pour le 14 septembre et de Long Island (NY) pour le 3 novembre.

## Les projets annulés
- Le projet de Newport Coast, en Californie, est apparu en mars 1994. Il devait être situé au nord-ouest de Los Angeles, le long du Pacifique au pied des montagnes de Santa Clara. L'architecture devait reprendre celle des pueblos mexicains. Le site avait même été en partie construit. En février 1997, Disney annonça l'annulation du projet. Onze mois plus tard, la société hôtelière Marriott annonça qu'elle utiliserait l'ancien site de Disney et en ferait le même usage avec une architecture similaire. Le complexe "hôtelier" a ouvert en juin 2000, quasiment en tout point comparable au projet de Disney. Seul le nom Disney manque (Mariott Newport Coast Villas).
- En même temps que le projet de Newport Coast, Disney annonça qu'une autre résidence ouvrirait à Beaver Creek dans le Colorado. Le projet fut annulé en même temps que l'autre.
- En février 1994, Disney lança un programme avec la ville de New York pour revitaliser Times Square. Un article de Fortune (magazine), sorti le 24 juin 1996, comprenait un article sur Times Square à New York et sur une partie du projet situé sur une section de la 42e rue : Disney's New Deuce, comprenant le New Amsterdam Theatre et les nouveaux ABC studios. Un hôtel devait être construit dans une tour conçue par Arquitectonica au sein d'un complexe de loisirs Disney. Le projet de Disney Vacation Club fut annulé mais le bâtiment étant proche de l'achèvement, il fut remplacé en 1999 par un hôtel Westin[32].
- Un terrain de 15 acres (60 703 m2) a été acheté le 19 mai 2009 pour onze millions de dollars au sein du complexe National Harbor à Washington DC dans le but d'en faire un hôtel[33]. Le projet d'un hôtel de 500 chambres est annulé fin 2011 en raison d'une insuffisance de desserte par les transports et de succès commercial[11]. Le 19 septembre 2012, le promoteur Peterson Cos. rachète le terrain à Disney au même prix qu'il l'avait vendu en 2009[34].